# Isla La Caballada, Michoacán
Isla La Caballada är en ö i Mexiko.Den ligger i sjön Infiernillo och tillhör kommunen Arteaga i delstaten Michoacán, i den sydvädstra delen av landet.